# Länkfarm

Illustrationen visar hur en länkfarm fungerar, där varje cirkel är en webbplats och pilarna illustrerar länkar mellan webbplatserna.

Länkfarm är en grupp av webbplatser som länkar till alla andra sidor i samma grupp av webbplatser. Syftet var, då det fortfarande var ett fenomen som fanns, att få bättre placeringar hos sökmotorer, till exempel Google. Begreppet är relaterat till sökmotoroptimering.